# Cal Gaudó
Cal Gaudó és una masia de Súria (Bages) protegida com a Bé Cultural d'Interès Local.

## Descripció
Conjunt d'edificis situats a la vorera de la carretera de Castelladral, emplaçat a la zona nord de Vallseca. Es tracta d'una masia de dos pisos i golfes. El cos principal és de planta rectangular, amb construccions annexes, i coberta a doble vessant amb el carener perpendicular a la façana principal. Actualment destaca un porxo format per un parell de dobles arcades de mig punt superposades, amb una pilastra central. Els paraments de l'edifici han estat relativament reformats i presenten els arrebossats repicats, gairebé en la seva totalitat. Presenta, a més, diferents construccions auxiliars.

## Història
El document més antic trobat a la casa és del 1700 on apareix el cognom Gaudó.